# Mireille
Mireille és una òpera en cinc actes de Charles Gounod, amb llibret de Michel Carré. S'estrenà al Théâtre Lyrique de París el 19 de març de 1864. A Catalunya es va estrenar al Teatre Novedades de Barcelona el setembre de 1898.